# Svetlana Zabolueva
Svetlana Aleksandrova Zabolueva, coniugata Antipova e, successivamente, Belova (in russo Светлана Александровна Заболуева-Антипова-Белова?; Mytišči, 20 agosto 1966), è un'ex cestista russa, fino al 1991 sovietica.
Era la moglie di Sergej Belov.

## Carriera
Con l'Unione Sovietica ha disputato due edizioni dei Campionati europei (1989, 1991).
Con la Squadra Unificata ha disputato i Giochi olimpici di Barcellona 1992.
Con la Russia ha disputato i Giochi olimpici di Atlanta 1996, i Campionati mondiali del 1998 e tre edizioni dei Campionati europei (1993, 1997, 1999).